# Eugen Hartmann

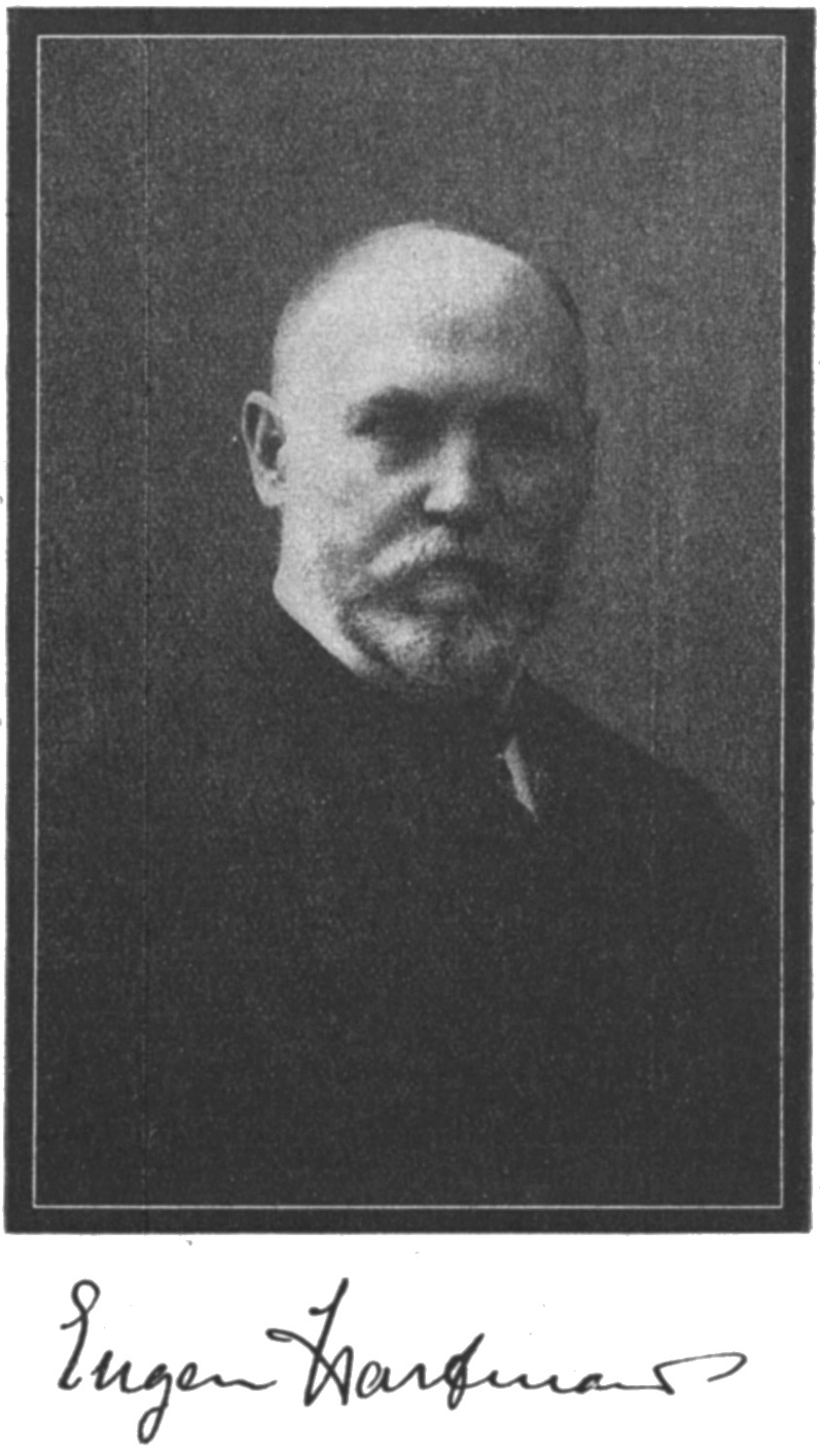

Wilhelm Eugen Hartmann (* 26. Mai 1853 in Nürtingen, Württemberg; † 18. Oktober 1915 in München) war ein deutscher Elektrotechniker.

## Leben

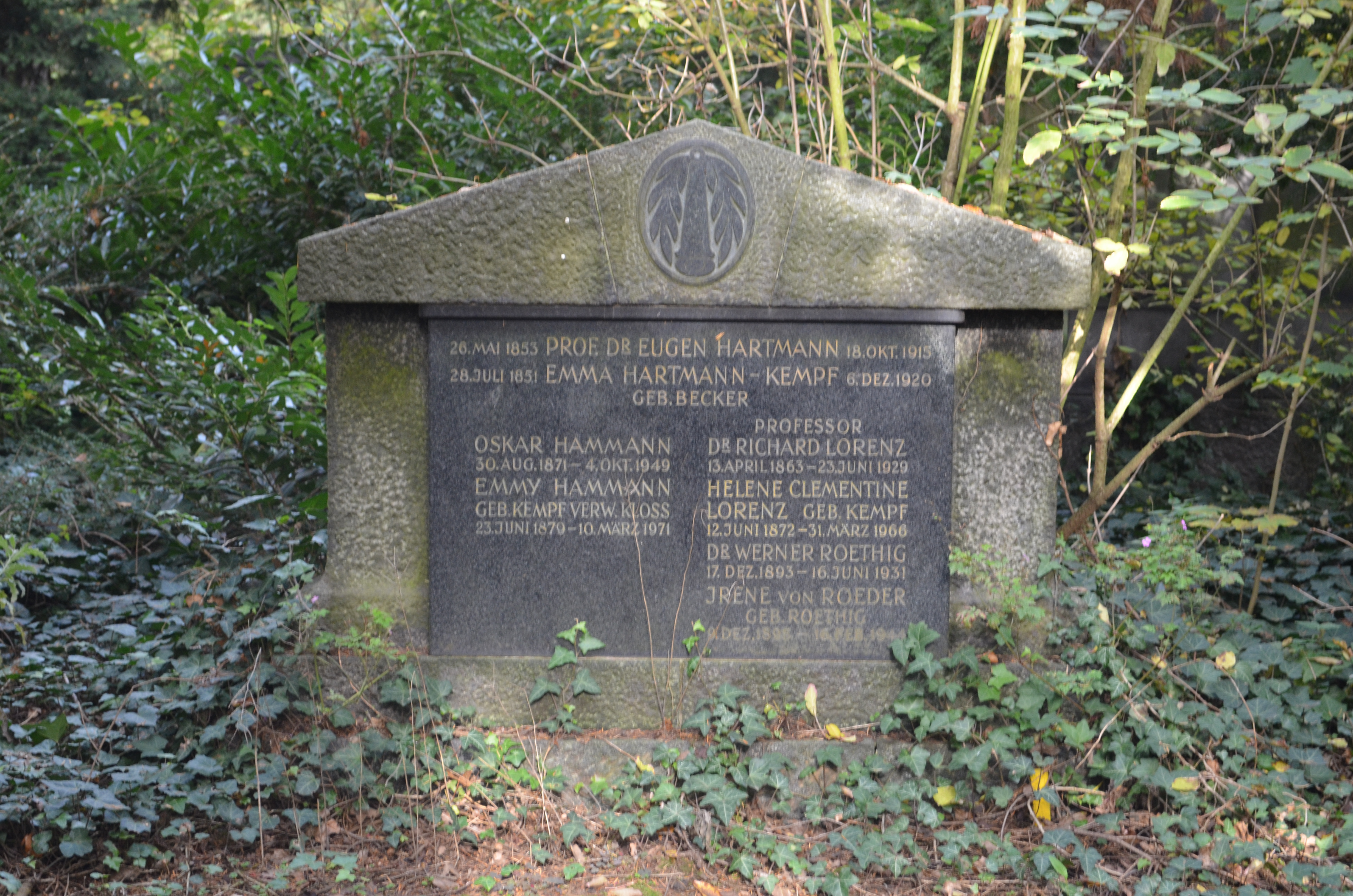
Grab von Eugen Hartmann auf dem Frankfurter Hauptfriedhof

Eugen Hartmann war Sohn eines Lehrers, machte in Ulm eine Feinmechaniker-Lehre und half 1873 bei der Vorbereitung der Weltausstellung in Wien. Danach war er am Physikalischen Institut der Universität Göttingen technischer Assistent des Physikers Wilhelm Eduard Weber. Hier bildete er sich autodidaktisch weiter. 1879 machte er sich in Würzburg selbständig, wo er für Prof. Friedrich Wilhelm Kohlrausch Messinstrumente für dessen elektrische Präzisionsmessungen herstellte. Aus dieser Zusammenarbeit ging das Federgalvanometer und das Spiegelgalvanometer mit Fernrohrablesung hervor. 
Er erkannte die zunehmende Bedeutung der Elektrotechnik und übernahm 1881 die deutsche Vertretung der amerikanischen Bell Telephone Company (später Teil von AT&T). 1884 gründete er mit dem Kaufmann Wunibald Braun in Frankfurt am Main die Firma Hartmann & Braun für den Bau von Fernsprechanlagen, Vertrieb von Starkstrommaschinen und Fertigung elektrischer Messinstrumente. 
Eugen Hartmann förderte den Physikalischen Verein und trug zur Gründung der ersten elektrotechnischen Fachschule bei. Er war von 1900 bis zu seinem Tod 1915 mehrfach Vorsitzender des Vereins. Auch zählt er zu den Gründern des am 20. Dezember 1879 in Berlin entstanden Elektrotechnischen Vereins, aus dem 14 Jahre später der VDE entstand. 1885 trat er dem Verein Deutscher Ingenieure (VDI) und dem Frankfurter Bezirksverein des VDI bei. 1901 ernannte die preußische Regierung ihn zum Professor. Die TH Stuttgart verlieh ihm den Dr.-Ing. ehrenhalber.

## Ehrungen/Benennungen
Ihm zu Ehren wird der Eugen-Hartmann-Preis für die beste Arbeit eines jungen Wissenschaftlers auf dem Gebiet der Mess- und Regelungstechnik und zur Förderung des Nachwuchses auf dem Fachgebiet der Automatisierungstechnik verliehen. Auf dem ehemaligen Firmengelände der Firma Hartmann & Braun (heute öffentliche Straße) im Frankfurter Stadtteil Praunheim ist nach ihm eine Straße in „Eugen-Hartmann-Straße“ benannt. Der Asteroid (743) Eugenisis wurde 1926 nach Eugen Hartmann benannt. Analog zum Kleinplaneten (728) Leonisis weist der Kleinplanet auf den Physikalischen Verein hin, dessen Vorsitzender Eugen Hartmann viele Jahr war und der Isis als Wappen führt.